# 佯僙语
佯僙语是毛南族佯僙人所使用的本民族语言。佯僙人分布于中华人民共和国贵州省黔南布依族苗族自治州惠水县和平塘县与独山县接壤的山间河谷地区。1990年的数据显示，中国境内有约3.2万余人，其中2.9万余人聚居于平塘县与独山县交界处的卡蒲河河谷区。该聚居地可分为上下游两个地区，上游以卡蒲毛南族乡为主、下游以者密镇为主，其次上莫村也有分布。此外，惠水县的羊凤乡坝浪寨以及涟江沿岸的十余个村寨内也有佯僙人。他们的聚居区周围还有布依族、汉族、苗族等其他民族。
佯僙人自称“/ai11 raːu11/”，直译为“咱们人”或“本地人”，这个自称是各地佯僙人共同认可的称呼。惠水县、西关上莫、下游佯僙人还另有自称“/ai11 tʰən35/”，直译为“地方人”或“六硐人”(Bo 1997)。布依族给予他们的他称为“容人”（pu rong）和“侗人”（pu kam）。汉族给予的他称为“佯僙”、“佯僙苗”、“杨荒”、“杨黄”等。苗族给予的他称为“/ja lai/”。据《贵州民族志》 (2002:846)，他们的内名有“印绕”（jiŋ22 zau24)和“哎绕”（ai22 au24)。
“佯僙”见于明代《读史方舆纪要》：“思州蛮自佯僙、仡佬、木瑶（老）、苗质（子）数种。”
佯僙人多兼用布依语，一些也会汉语西南官话、西部苗语等语言。1956年，贵州省黔南布依族苗族自治州成立时将佯僙人归入布依族，1981年再次调查后认为与广西壮族自治区河池市环江毛南族自治县最接近，是一支系，于1990年归入毛南族。现多在身份证上注写“毛南（佯僙）”。薄文泽等学者认为，佯僙人是在北宋时期从今广西环江一带迁到贵州的。至1993年佯僙人只有石、刘、徐三姓。

## 语音
佯僙语上游音（平塘县卡蒲毛南族乡）有71个声母，其中单辅音声母32个、复合辅音声母2个、腭化辅音声母16个、唇化辅音声母21个。佯僙语上游音有71个韵母，其中单元音韵母8个（a、ɛ、e、i、ə、o、ɔ、u），12个复合元音韵母、26个鼻音韵母、25个塞音韵母。三个鼻音韵尾（-m、-n、-ŋ）和三个塞音韵尾（-p、-t、-k）。佯僙语的声调系统较为复杂，以上游音为例，有10个声调，其中有6个舒声调和4个促声调，调职分别为：11、35、213、33、42、53、35（或55）、42、213、33。

## 土语
佯僙语语言内部比较一致，差别不大，可以按照地区分为以下三种土语（括号内为1993年田野调查统计使用各土语的人数）。以下是薄文泽 (1997:138-139)给出的佯僙语3种土语：
- 河东土语：约1.5万，其中1万人日常使用；平塘河东岸的平塘县卡蒲乡和者密镇、独山县西部坝浪寨村。他们的内名是ai1 raːu1。薄文泽 (1997)对其有详细记录，是代表性土语。
- 河西土语：约2千；平塘县者密镇西部平塘河西岸六硐坝村和甲青村，以及邻近地区。
- 惠水土语：少于100人，只剩老年人；惠水县濛江街道姚哨村村外周边。是与其他方言分歧最大的变体，受汉语强烈影响。自称是ai1 thən2。祖先在19世纪从六硐坝迁来。

## 外部連結
- 南岛基础词汇数据库佯僙语词表